# Ferrocarril Central Norte Argentino
El Ferrocarril Central Norte (F.C.C.N.) (en inglés: Central Northern Railway) fue el primer ferrocarril de “trocha métrica” (1000 mm.) construido en Argentina por el Estado. Su objetivo era ampliar el Ferrocarril Central Argentino, de “trocha ancha” (1676 mm.), en ese momento en manos británicas, tendiendo una línea desde Córdoba hasta Tucumán. La trocha métrica se escogió por razones de economía.

## Origen y Primeros Pasos

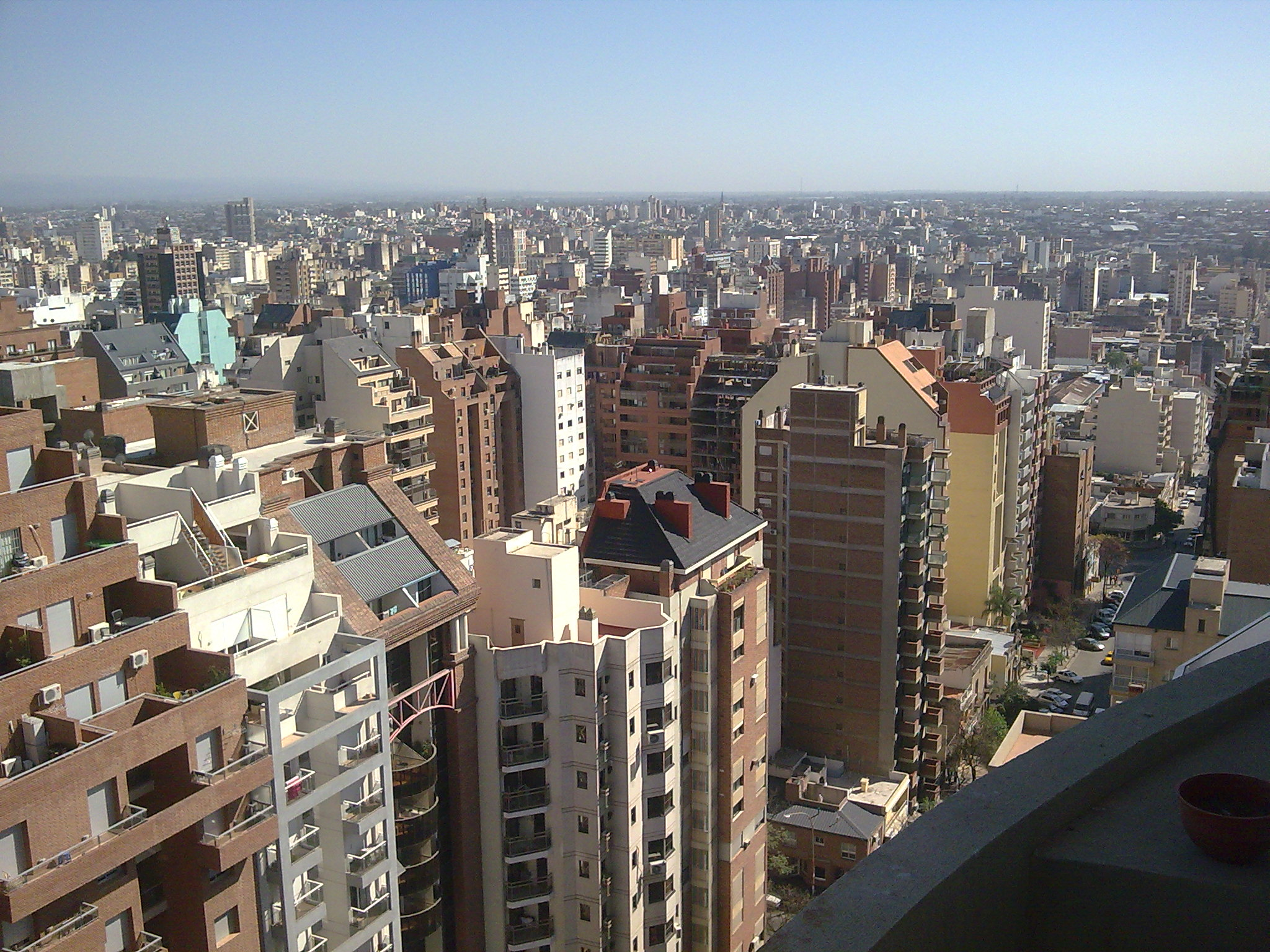
Vista actual de la ciudad de Córdoba: ubicada en el centro geográfico del país. Es una de las más importantes de Argentina.

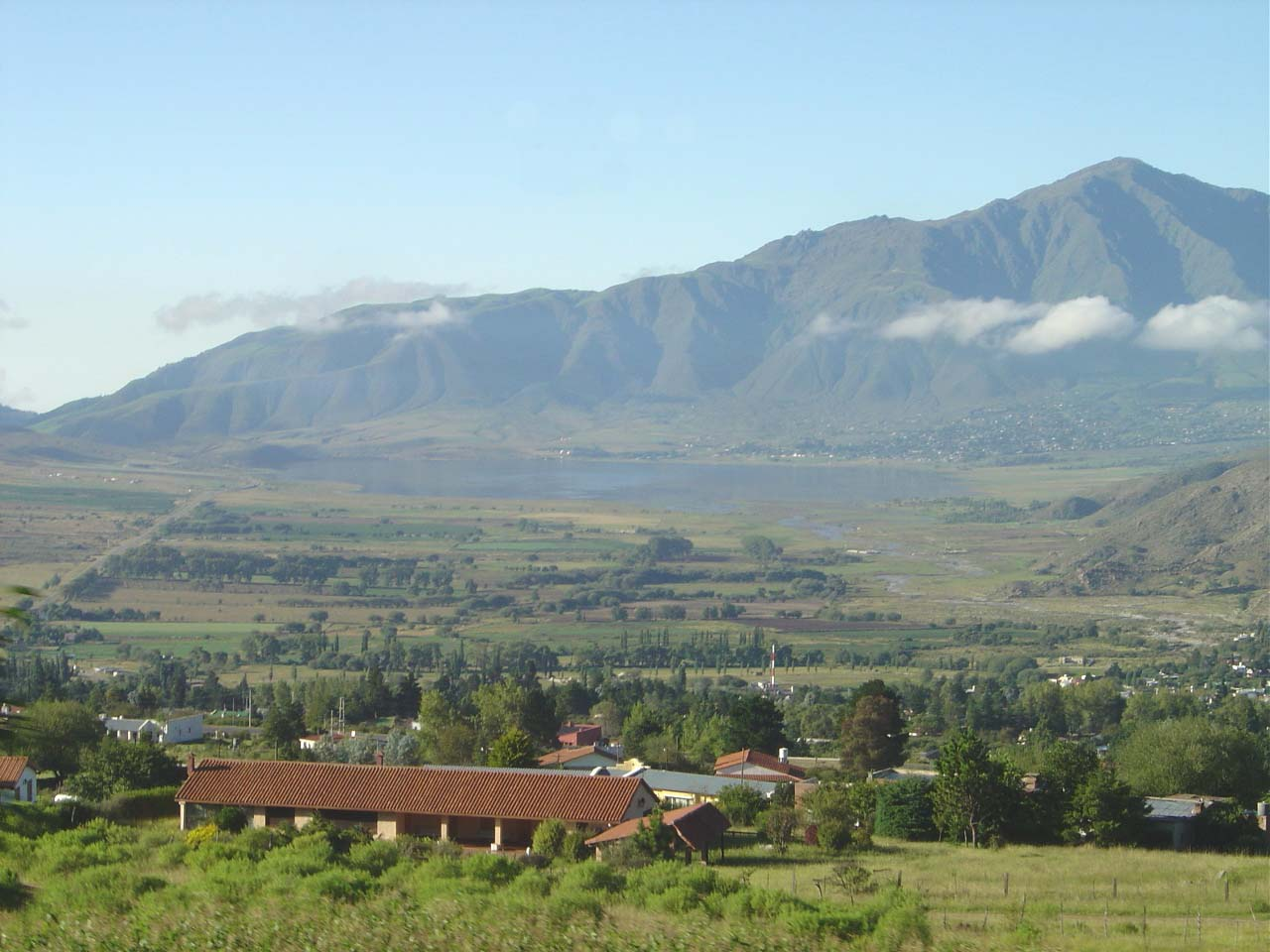
Vista de Tafí del Valle - Tucumán.

La ley del 14 de octubre de 1868, afectaba al estudio de nuevas líneas ferroviarias el dinero obtenido producto de los impuestos adicionales a la importación y exportación. Dicha ley, gracias a la cual surgiría el "Ferrocarril Andino" (Villa María a Mendoza), también había previsto «un ferrocarril desde Córdoba en dirección a Salta y Jujuy». Para la construcción de esa línea se proveyó fondos de la ley de empréstito de obras públicas por 30.000.000 de pesos fuertes, sancionada en agosto de 1870. Al año siguiente, otra ley autorizó al P.E. a contratar inmediatamente las obras de Córdoba a Tucumán, estableciendo que la trocha sería de 1 metro. La “trocha métrica” se incorporó así a nuestro sistema, sacrificando la unidad en beneficio de un menor costo, precisamente en un punto donde más convenía mantenerla, considerando que todos los ferrocarriles privados estaban construyéndose en trocha "ancha" (1.676 mm).
Contratado el trabajo por medio de licitación pública, la construcción y posterior explotación de la línea fue confiada a la Compañía Telfner. que inició las obras en el año 1873 y el 1 de mayo de 1875: así fue librada la vía hasta Recreo, en julio hasta San Antonio. Para noviembre de 1875 ya habían sido habilitados los primeros 400 kilómetros, pero a partir de ese momento surgieron dificultades técnicas y administrativas, cuyo arreglo mantuvo en entredicho a la empresa constructora con el Gobierno hasta 1877. La administración de la línea debía quedar a cargo de los contratistas hasta que la entregaran completamente terminada.
El 31 de octubre de 1876 se efectuó la inauguración oficial, siendo este el primer ferrocarril de trocha métrica construido por el Estado. Aquel día llegó a Tucumán el tren que conducía al presidente Avellaneda y su comitiva. Avellaneda había nacido en Tucumán, lo que simbolizó en gran medida la agitación de la época. Hasta entonces la gente de esa ciudad había tenido poca comunicación con el mundo exterior, y ahora el Presidente de la Nación se hallaba en la misma plaza en que Rosas había ejecutado a su padre. Dijo al auditorio: «Hace dieciséis años salí de esta ciudad, con algunos libros debajo del brazo, en una carreta de bueyes. Vuelvo hoy por primera vez desde aquella época, en un tren de vapor, como vuestro Primer Magistrado (...) La locomotora, después de haber recorrido centenares de leguas, ha entrado por fin en la tierra prometida, la tierra del sol ardiente, del suelo fecundo y del laurel altivo que ha abatido sus frondosas hojas para alfombrar su paso. Ella ha venido, y ella es la industria, el comercio, el arte, la ciencia, la poesía, la conductora de hombres y la regeneradora de pueblos».
La transformación del interior había comenzado. Para los residentes de Tucumán, el hecho de que uno de sus hijos hubiese alcanzado la presidencia señalaba un porvenir nuevo. La extensión de dicha línea estimuló el desarrollo de la industria azucarera en dicha provincia.
El 28 de diciembre de 1876 el Gobierno Nacional resolvió, en consejo de ministros, asumir la administración directa de la línea férrea, nombrando con ese fin a Rafael Aranda, administrador general del Ferrocarril Central Norte y la explotación de la línea por parte del Estado comenzó el 10 de enero de 1877. Era la más extensa de la América del Sur, con sus 547 kilómetros. El reducido interés de su capital de 9.300.000 pesos oro fue subiendo en los primeros cuatro años y ascendió a 4,33 en 1880.
Posteriormente, a la altura de Frías, en la línea a Tucumán, el Central Norte inició un ramal de 161 kilómetros que llegó el 23 de agosto de 1884 a la ciudad de Santiago del Estero; y desde la estación Recreo construyó otro de 177 kilómetros que tuvo término momentáneo en Chumbicha, pueblo situado en el límite de La Rioja y Catamarca: este ramal fue habilitado el 17 de febrero de 1886.
La vía principal que se extendía con rumbo al norte, hacia Salta y Jujuy, fue prolongada desde Tucumán hasta Vipos el 1 de abril de 1885, y en el mes de junio de 1886 se habilitó la sección de Ruiz de los Llanos a Juramento. Pero el tramo intermedio entre Vipos y Ruiz de los Llanos no fue puesto en servicio hasta marzo de 1888, debido a las dificultades orográficas del terreno.

## Transferencia de la Línea Córdoba - Tucumán
El 28 de octubre de 1887, la ley 2203 autorizó al P.E. para enajenar el Ferrocarril Central Norte, desde Córdoba a Tucumán,  junto con los ramales de Frías a Santiago del Estero, y de Recreo a Chumbicha. El 31 de diciembre del mismo año se firmó el decreto por el que se aceptaba la propuesta de los señores Hume Hnos. y Cía. para adquirir la línea (884 kilómetros) por la suma de 16.000.000 pesos oro. Sobre ese capital, más de 5.000.000 de pesos que invertirían en refacciones, el Estado garantizaba por 15 años un interés del 5%.
Los señores Hume transfirieron luego sus derechos a la sociedad formada en Londres, a los efectos de dicha adquisición y que se denominó Ferrocarril Central de Córdoba.

## Adquisición del Ferrocarril de San Cristóbal a Tucumán
La construcción de dicho ferrocarril fue concedida a Portalís Frerés Charbonier & Cia. quienes la transfirieron a favor de la Compañía de Fives Lille en 1888 y que fue nuevamente transferida, al año siguiente a la Compañía Francesa de Ferrocarriles, quien lo construyó e inauguró desde San Cristóbal a Fortín Inca, el 27 de abril de 1891. Continuó la construcción, llegando a Tucumán el 6 de julio de 1892, con ramales de Colombres a Guzmán (13 kilómetros) y de Pacará a Río Salí, este último inaugurado en el mes de agosto. En 1896 el Estado adquiere este ferrocarril, que pasa a denominarse Ferrocarril Central Norte - Sección Sur.

## Se Reanuda la Expansión

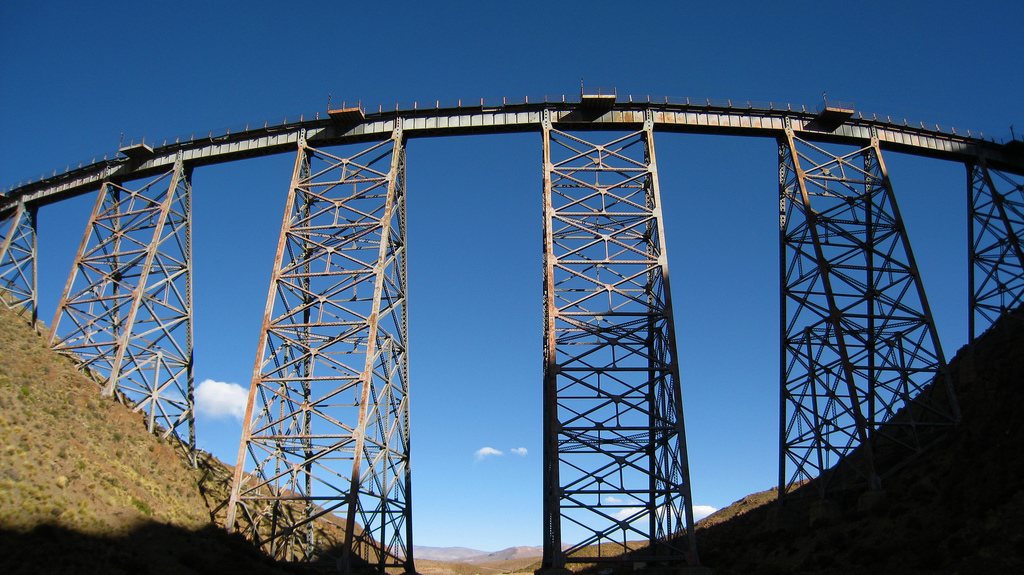
Viaducto La Polvorilla, punto final del Tren a las Nubes en la línea ferroviaria que une a Salta con la ciudad chilena de Antofagasta.

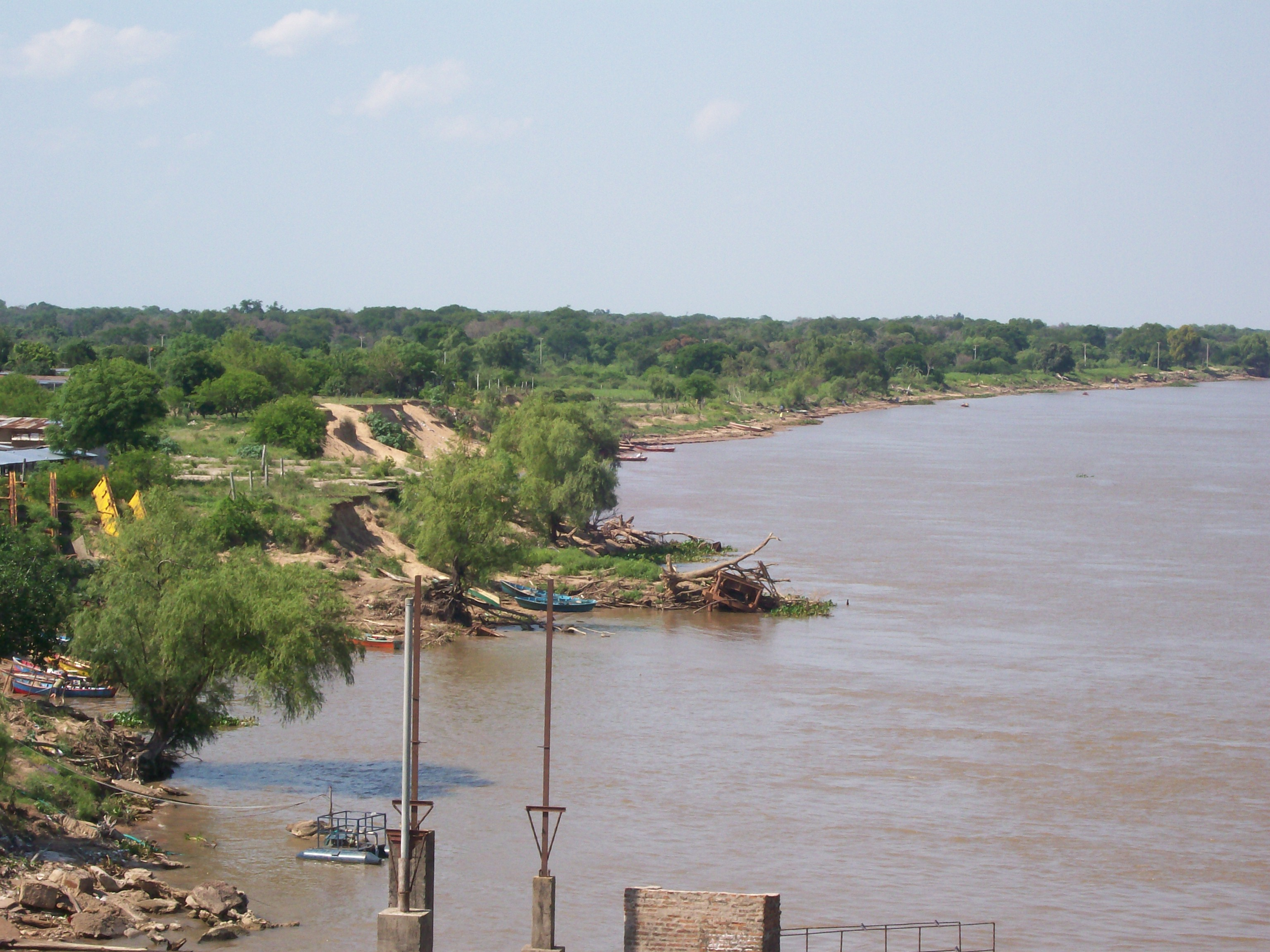
Costa chaqueña del río Paraná.

El Ferrocarril Central Norte quedó solo con la sección de Tucumán a Juramento de 226 kilómetros de vía. La línea siguió construyéndose hacia el norte, quedando habilitada hasta Güemes y desde allí sendos ramales a Salta y Jujuy, el 31 de enero de 1891.
La nueva estación Tucumán del Ferrocarril Central Norte y el ramal de 7,7 kilómetros que le daba acceso desde la estación Muñecas se habilitó el 21 de diciembre de 1896 y ese mismo año el Estado adquiere el Ferrocarril de San Cristóbal a Tucumán, en manos de una empresa francesa, y cambió su nombre por Ferrocarril Central Norte Sección Sud, mientras que la línea de Tucumán a Salta y Jujuy se pasó a denominar Ferrocarril Central Norte Sección Norte. A partir de aquí los ferrocarriles oficiales de la Nación iniciaron un desenvolvimiento progresivo.
Los 35 kilómetros desde Salta a Zuviría, se habilitaron el 8 de octubre de 1898. En octubre de 1900 se abrió la sección de Pacará a Finca Elisa, en la línea a Río Hondo, en la provincia de Santiago del Estero y en agosto de 1901 se abrió la sección de Finca Elisa a El Bracho, en la Provincia de Tucumán. También iniciaron los Ferrocarriles del Estado en 1903 la construcción de un ramal de Perico a Embarcación, habilitándose el tramo de Perico a Ledesma, en la Provincia de Jujuy, el 24 de agosto de 1904 y su prolongación hasta Yuto, el 20 de agosto de 1909.
En la provincia de Santiago del Estero, se abrieron los ramales de Empalme Añatuya a Tintina el 11 de octubre de 1904, de Clodomira a La Banda el 2 de marzo de 1906 y de Puna a Santa Justina el 27 de agosto de 1907.
El ramal de Zubiría a Talapampa, en la línea de Salta a Alemania, se inauguró el 18 de agosto de 1906 y la línea de Jujuy se extendió a Pumamarca y Tilcara en 1905, luego a Humahuaca, el 2 de septiembre de 1906, a Tres Cruces y Abra Pampa en 1907 y finalmente La Quiaca el 5 de mayo de 1908, ya que los valles y quebradas del noroeste permitían el trazado de las líneas férreas hasta la frontera misma. En este punto (la Quebrada de Humauaca), por el empalme de Villazón, nuestras vías se unían a las bolivianas; más tarde se construiría un nuevo ramal por Yacuiba, que bordeando el pie del monte oriental de las Sierras Subandinas, llegaría a Santa Cruz de la Sierra (Bolivia).
En 1907, las ciudades de La Rioja y Chilecito fueron unidas a Chumbicha en Catamarca, con lo que se ligaron dos secciones del Argentino del Norte. El ramal C14 a Chile por Socompa, comenzó a ser realidad con la habilitación de la sección de Empalme Cerrillos a Rosario de Lerma que se habilitó el 27 de agosto de 1907, penetrando a la Puna por la Quebrada del Toro. Esta última línea era de gran trascendencia para la integración del noroeste, y fue la que presentó mayores dificultades, las cuales se salvaron por medio de puentes, túneles y viaductos, que fueron un alarde de la ingeniería ferroviaria.
En 1908, la Nación compró al Ferrocarril Central Córdoba los 155 kilómetros del ex "Ferrocarril Córdoba y Noroeste", que partiendo de Córdoba llegaba a Cruz del Eje, pasando por La Calera, San Roque y Cosquín. En 1901 se efectúa un convenio privado sobre la explotación de este ferrocarril por el Ferrocarril Central Córdoba, hasta que, según Ley 6.300 del 20 de julio de 1909, se incorpora el 11 de octubre del mismo año al Ferrocarril Central Norte, que a partir de ahora podía disponer de una línea que, andando el tiempo, facilitaría la conexión de las que tenía en otros extremos del país.
El 17 de enero de 1908 se abrió la sección de 194 km entre la Santa Fe y San Cristóbal, ciudad que así se comunicaba directamente con Tucumán por los rieles de Estado.
El 16 de septiembre de 1909 se terminó la sección de Las Cejas a Antilla. Otros ramales tendidos entonces fueron los de Bandera-Tomás Young-Los Juries (1910-11), Añatuya-Tintina-Campo Gallo (1901-4-12), Las Cejas-Piedra Buena-Antilla (1909), Deán Funes a Laguna Paiva(1910-13), Serrezuela-San Juan (1910), Cebollar a Andalgalá y Manzán a Tinogasta (1910).

## Talleres Ferroviarios Tafi Viejo

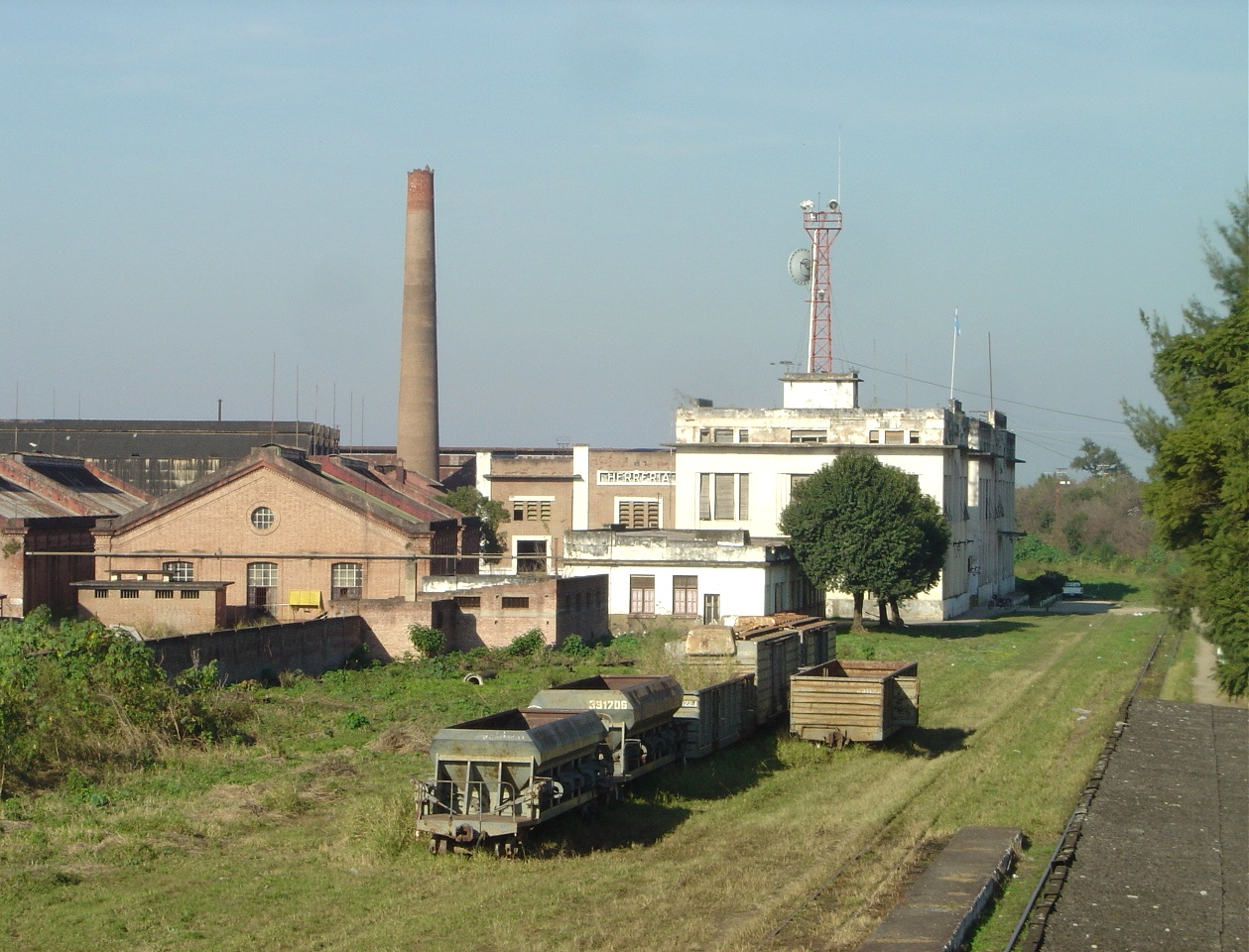
Vista parcial de los talleres.

La construcción de los talleres ferroviarios de Tafí Viejo, situados a 17 kilómetros de la ciudad de San Miguel de Tucumán, fue iniciada el 12 de marzo de 1902 por la compañía alemana Streniz, bajo la presidencia del general Julio Argentino Roca, en 1904 comienza el traslado de los talleres y máquinas que los ferrocarriles del estado poseían en la ahora Estación Central Córdoba, entre los útiles que se trasladan figuran un bastidor y las plantillas de los que serían los futuros coches del Tren Presidencial. A comienzos de 1906 se inicia la construcción y en 1907 se inaugura la emblemática chimenea con la sigla FCCN (Ferrocarril Central Norte) y el pueblo obrero destinado a los trabajadores que intervinieron en la construcción y a quienes trabajarían en la fábrica (y sus familias). Dicha urbanización corrió a cargo de la empresa Dulor & Fischer. El pueblo consistió en casas de bloques de cemento tipo comunitarias intercomunicadas por patios intermedios y un largo corredor, que disponían de todo el confort necesario con suelos de madera, baños, cocina, etc. El histórico barrio sería llamado “ La Villa Obrera”.
Concluyéndose los trabajos de los talleres, a mediados de 1910, al final de la presidencia del Dr. José Figueroa Alcorta y a principios de la del Dr. Roque Sáenz Peña. Con ocasión de su inauguración asistieron entre otras autoridades, el titular de la cartera de Obra Públicas de la Nación; el gobernador de la Provincia de Tucumán doctor Próspero Mena y el general alemán Von Der Colts, que había sido invitado por el gobierno argentino para la conmemoración del primer centenario del 25 de mayo de 1810. 

## El Ferrocarril Argentino del Norte (1889-1909)

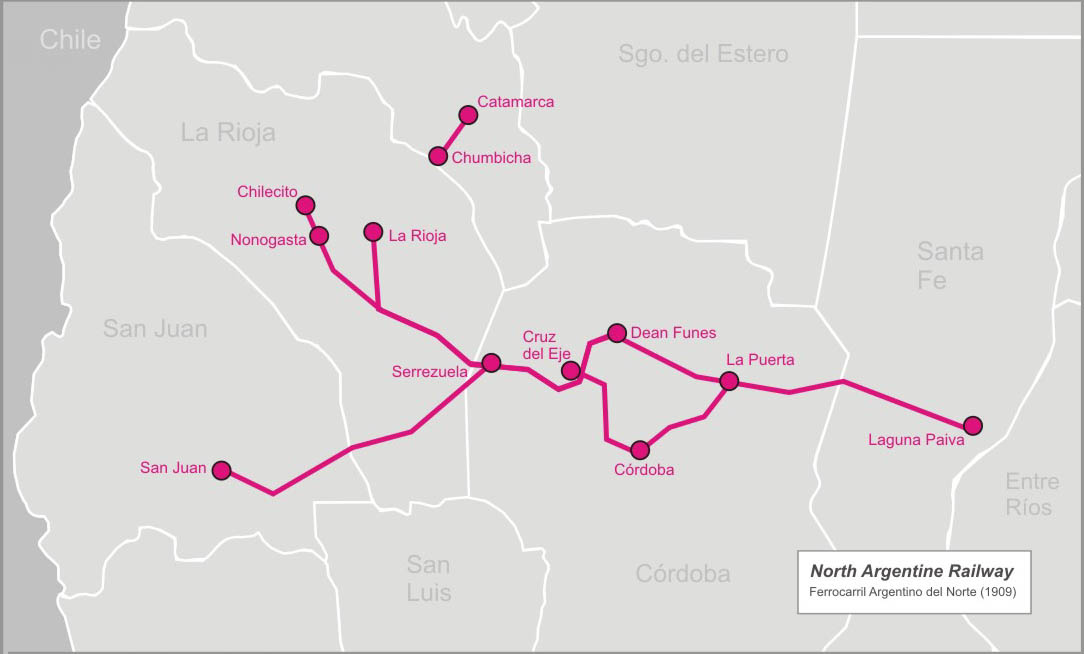
Red del Ferrocarril Argentino del Norte.

El contrato celebrado entre el Gobierno Nacional y Lucas González & Cia., en virtud de lo establecido en la Ley 1.733 del año 1885, facultaba a este último a construir para el "Ferrocarril Central Norte", las líneas de Chumbicha a Catamarca y Dean Funes a Chilecito y La Rioja. Vendida la mayor parte del Central Norte a la Compañía del Central Córdoba, estos dos ramales quedaron desconectados del resto de los rieles del Estado por lo que al quedar habilitada al servicio la primera de las secciones, el 8 de junio de 1889, se la denominó "Ferrocarril Chumbicha a Catamarca". La sección de Dean Funes a Chilecito, habilitada hasta la estación Paso Viejo el 29 de marzo de 1890, fue incorporada a la administración del Ferrocarril Chumbicha a Catamarca por Decreto del 8 de mayo de 1891, librándose ese mismo año hasta Patquía y hasta La Rioja en 1897, año en que por Resolución del 5 de noviembre se ordenaba cambiar los nombres de Ferrocarril Chumbicha a Catamarca y Ferrocarril Dean Funes a Chilecito por el de "Ferrocarril Argentino del Norte", a partir del 1 de enero de 1898, dividiéndose en dos secciones: Sección La Rioja y Sección Catamarca. Los rieles llegaron a Chilecito el 23 de junio de 1898.
El 28 de noviembre de 1907 quedó habilitado el ramal de Chumbicha a La Rioja. dos años después, la Ley Orgánica de los Ferrocarriles del Estado n.º 6757, del 11 de octubre de 1909, creó la Administración General de los Ferrocarriles del Estado, por la que este ferrocarril quedó integrado a la red y bajo la administración unificada del "Ferrocarril Central Norte".

## Unificación de las Líneas del Norte

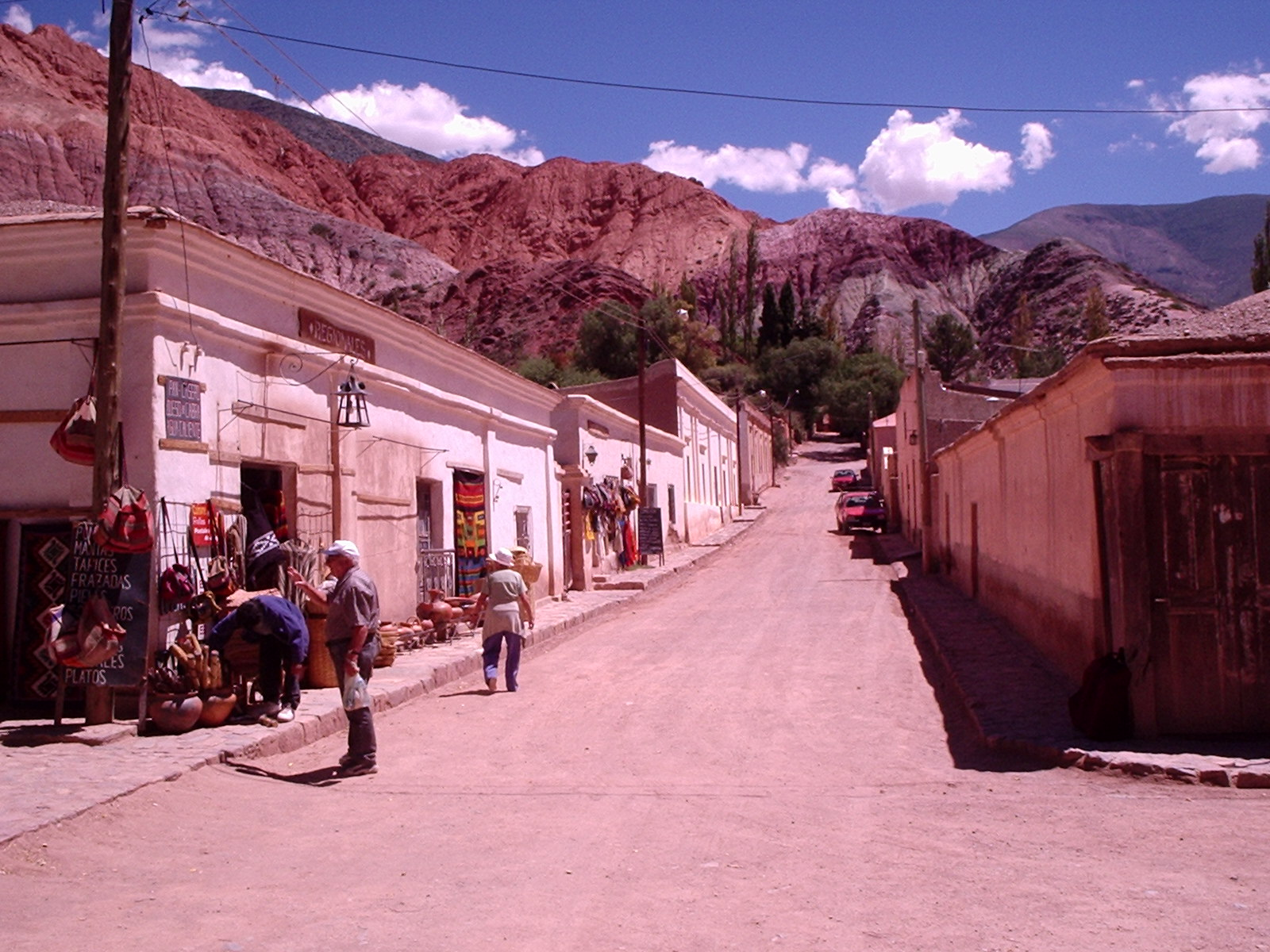
Vista del pueblo de Purmamarca (Prov. de Jujuy) y el Cerro de los Siete Colores, en el Noroeste Argentino.

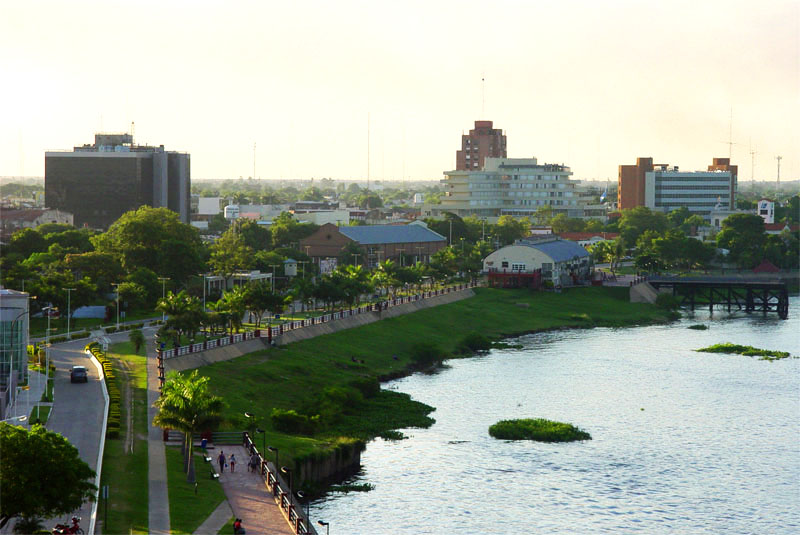
Vista de la Ciudad de Formosa, en la Región Chaqueña.

Si bien los ferrocarriles estatales siempre estuvieron presentes y gozaron de una rápida difusión, la verdad es que la concepción orgánica de la red oficial, dirigida a favorecer regiones despobladas, se inició cuando el ministro de Obras Públicas D. Ezequiel Ramos Mejía obtuvo la sanción de la ley de Fomento de los Territorios Nacionales (11 de septiembre de 1908), que autorizaba la construcción de las líneas chaqueñas y patagónicas y de la Ley Orgánica de los Ferrocarriles del Estado n.º 6757 (11 de octubre de 1909), que creó la Administración en forma centralizada y bajo la dependencia del Ministerio de Obras Públicas de la Nación, de las líneas de trocha angosta de propiedad nacional y que hasta entonces se hallaban divididas en varias secciones y denominaciones, las que a partir de entonces funcionarían bajo un solo control, juntamente con los nuevos ferrocarriles que el Estado construía en trocha ancha y media.
Unificada la red de los ferrocarriles estatales de trocha métrica, bajo la única denominación de "Ferrocarril Central Norte", el Estado continuó a partir de 1909 con su expansión, habilitando en la ex Sección Sur, los siguientes ramales: El Bracho a Palá Palá, librado al servicio el 6 de diciembre de 1909 y completado hasta Leales, el 20 de junio de 1915. En 1911 se abrió al servicio Bandera a Los Juríes y durante 1912, Quimili a Gancedo completado hasta Puerto Vilelas en 1914 y Tintina a Campo Gallo.
En la ex sección Norte, se inició la línea que uniría al FCCN con la ciudad de Formosa, la cual desde esta localidad arribando al Kilómetro 100, el 22 de septiembre de 1910, donde las obras se detuvieron, y posteriormente se extendió el servicio hasta Las Lomitas el 20 de julio de 1915. Mientras tanto el tramo desde Yuto (Jujuy) hasta Embarcación se habilitó el 28 de noviembre de 1911. Finalmente Embarcación y Las Lomitas tuvieron su enlace ferroviario en 1931, de tal modo que se estableció un enlace ferroviario a través de la provincia de Formosa entre la ciudad de Formosa y las ciudades de Salta y de Jujuy.
Las otras líneas Chaqueñas, que, como se dijo, habían sido ordenadas por acuerdo de los ministros en 1908, comenzaron sus obras sin mayores dificultades, ya que la línea de Santa Fe a Reconquista se volcaba hacía el poniente del río Paraná, eludiendo las zonas bajas proclives a inundaciones. La de Barranqueras a Metán habilitó a sí mismo en 1910 sus primeros 100 kilómetros, en 1912 los 75 k. del ramal de Quimilí al Noroeste y en 1914 lo que faltaba hasta Avia Terai. El ramal de Pichanal a Orán fue abierto el 30 de junio de 1915 y otro ramal desde Empalme Metán a El Tunal se abrió el 21 de diciembre de 1916. La sección entre Talapampa y Alemania se abrió el 7 de octubre de 1919.
La línea de Rapelli a Betbeder se abrió el 15 de abril de 1915, y los ranales de Naré a San Javier el 30 de junio de 1915 y de Empalme Añatuya a Los Linares el 28 de septiembre de 1916.
El 11 de octubre de 1909 el F.C.C.N. asumió el control de la red del Ferrocarril Argentino del Norte (F.C.A.N.), de propiedad estatal. En la sección que correspondiera a este ferrocarril se abrió el ramal de Cebollar a Andalgalá el 27 de abril de 1910 y el de Empalme Sarrezuela a San Juan, el 7 de agosto del mismo año. El de Laguna Paiva a Dean Funes se habilitó el 21 de diciembre de 1912.
La línea de La Puerta a Alta Córdoba (120 k.) se inauguró en 1931, y durante esos mismos años se construyeron más de 112 kilómetros de ramales que varían entre los 9 y los 40 kilómetros.
Posteriormente los Ferrocarriles del Estado habilitaron 1027 kilómetros de vías, que comprendían 4 líneas de longitudes variables entre los 100 y 219 kilómetros: la de Tostado a General Pinedo (214 k.); la de J. V. González a Pichanal (219 k.); la de Milagro a Quines (139 k.); la de Presidencia Roque Sáenz Peña a Campo del Cielo (100 k.); la de Lorenzo Vintter a Conesa (108 k.), y la de Pedro Vargas a Malargüe (186 k.), también se construyeron 2 ramales: el de Kilómetro 699 a Villa Brana (5 k.) y el de Santa Rosa a Empalme Tránsito (17 k.).
En 1939 la administración de los ferrocarriles del Estado rebautizó la parada Kilómetro 302 con el nombre de estación "Rosario Oeste". A mediados de la década siguiente se demolería la edificación existente y se construiría el edificio actual con el objetivo de destinarla a ser la parada local de los trenes de larga distancia de trocha métrica evitándose así el engorroso ingreso e inversión de locomotoras en estación Rosario / Central Córdoba, aunque como varios proyectos quedó a medio hacer.

## Adquisiciones

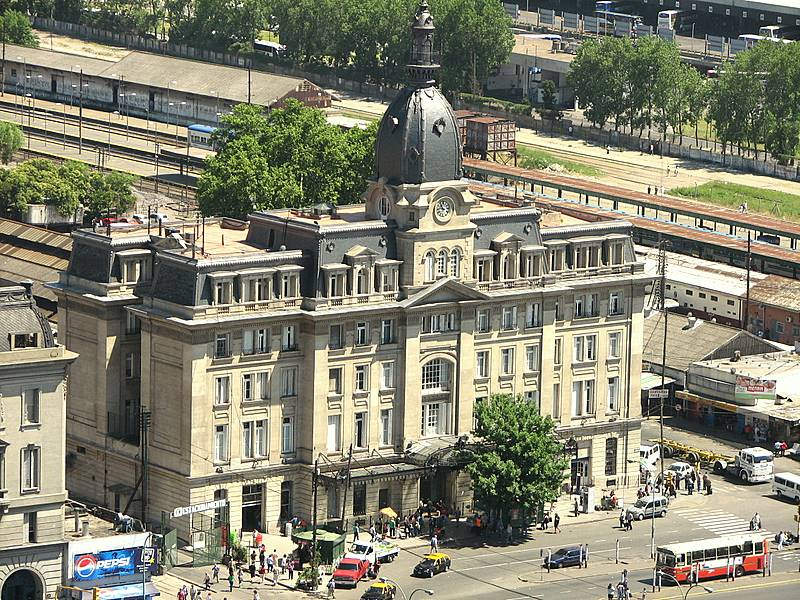
Estación Retiro del ex "Central Córdoba", que desde 1938 pasó a formar parte del F.C.C.N., luego Ferrocarril Belgrano.

Después de la Primera Guerra Mundial el Señor Juan Hortensio Quijano (después vicepresidente de Perón) promovió un ferrocarril forestal y agrícola de trocha 75 cm en el Norte, al oeste de Resistencia. Esta línea fue construida para la Compañía Ganadera y Forestal por el Ferrocarril del Estado. Se denominó ramal El Zapallar con empalme en Lapachito sobre la línea desde Resistencia a Presidente Roque Sáenz Peña y Jujuy. Su longitud era de 75 km.
La línea compró sus propias locomotoras Henschel 0-8-0/4-4. Posteriormente, dicho ferrocarril pasó a formar parte de las líneas del Estado en 1944 y en un momento algunas de las Henschel patagónicas fueron enviadas al Norte para ayudar en el Chaco.
En 1938, frente a los problemas financieros del Ferrocarril Central Córdoba, el Estado Nacional se hizo cargo de la empresa bajo la órbita de la empresa pública Ferrocarriles del Estado, incorporándolo al sistema del Ferrocarril Central Norte Argentino (F.C.C.N.A.).
Poco después, en 1944 el Estado compra los activos del FC Rosario a Mendoza, que se hallaba inactivo con un escaso avance de construcción (en la zona de Rosario) y procede a levantar sus instalaciones.
Tras la Segunda Guerra Mundial, el gobierno provisorio de la República Francesa formalizó conversaciones para vender sus ferrocarriles, los cuales eran en verdad, poco significativos, ya que habían llegado tarde a la conquista del mercado argentino. El 17 de diciembre de 1946 se firmó el contrato de compra-venta entre Miguel Miranda, presidente del I.A.P.I (Instituto Argentino de Promoción del Intercambio) y el embajador extraordinario y plenipotenciario conde Wladimir D´ormesson, "ad referéndum" de los directorios del IAPI y las empresas francesas, determinándose un precio global de $ m/n 182.796.173 (unos u$s 45 millones) por las tres compañías, CGBA, RPB y FCPSF. La cifra acordada se giraría en francos franceses a sus propietarios, al tipo de cambio del día de su aprobación por parte del Poder Ejecutivo.
Así, el 1 de noviembre de 1947 se hizo efectiva la incorporación de esas empresas a los Ferrocarriles del Estado, realizándose con tal motivo, actos alusivos en la sede de la administración de la ex CGBA y en las estaciones cabeceras de las otras dos empresas. En cuanto a la CGBA, el acto fue presidido por el entonces administrador general de los Ferrocarriles del Estado, capitán de navío Alfredo J. Job, quien fuera el último administrador de esa empresa. A partir de allí, las líneas adquiridas a los franceses mantuvieron cierta autonomía hasta la reorganización de la red, que tuvo lugar después de que fueran nacionalizados los ferrocarriles británicos.

## Reorganización Final de la Red

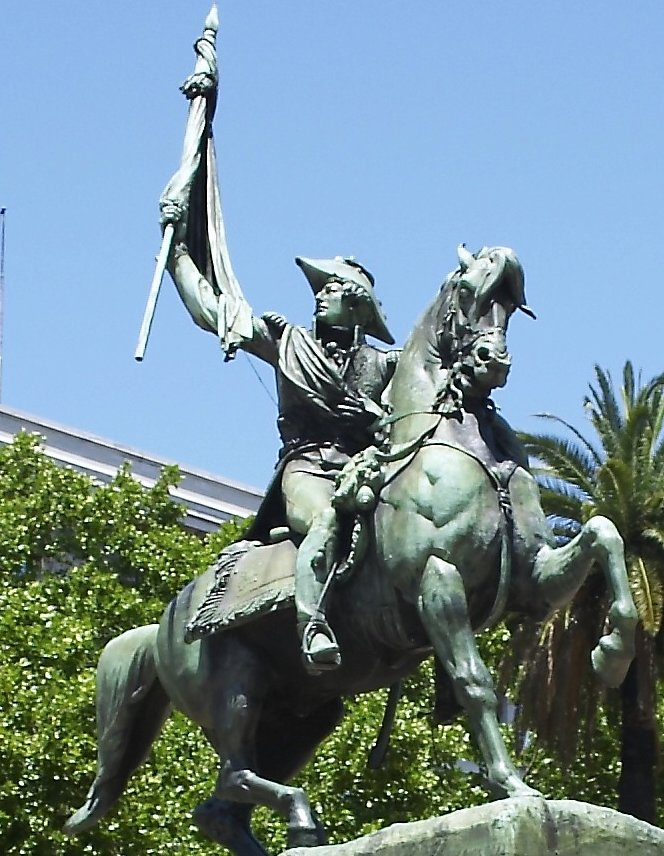
Manuel Belgrano, uno de los principales líderes revolucionarios, era un abogado y economista que debió improvisarse como militar para hacerse cargo de los ejércitos independentistas enviados al Paraguay y al Alto Perú. Estatua en la Plaza de Mayo (Buenos Aires). Su nombre fue elegido para bautizar a la mayor línea ferroviaria del país, que a partir de 1949 pasó a denominarse Ferrocarril Nacional General Belgrano (FCNGB).

El 1 de marzo de 1948, el gobierno argentino tomó formal posesión de los ferrocarriles británicos.
Ese mismo año, se dispuso una total reorganización de la red nacional y en adelante las líneas llevarían los nombres de próceres o personajes ilustres del país que tuvieran algo que ver con la región en cuestión: en el caso del Ferrocarril Central Norte, junto con los ferrocarriles ex Midlan y ex Compañía General, pasaron a formar parte del flamante Ferrocarril Nacional General Belgrano. En los fundamentos del decreto se expresa «que es un deber del gobierno mantener vivo en el pueblo el culto a la memoria de los forjadores de la nacionalidad, como tributo de gratitud a sus patrióticos afanes y para fortalecer los sentimientos de solidaridad con nuestro pasado». Este decreto comenzó a regir el 1 de enero de 1949.
Mientras tanto, los ferrocarriles estatales de la Patagonia, no eran más que un puñado de líneas desconectadas entre sí: la de San Antonio a Nahuel Huapí, con un ramal de San Antonio a Viedma; la de Puerto Deseado a Colonia Las Heras; y la de Comodoro Rivadavia a Colonia Sarmiento, todos ellas de trocha ancha, a las cuales debía sumarse los ferrocarriles de 0,75 metros de trocha, de Ingeniero Jacobacci a Esquel de 401,5 kilómetros, el de General Lorenzo Vintter a Conesa de 108,4 kilómetros, el de Puerto Madryn a Alto Las Plumas y Trelew a Rawson de 266,9 kilómetros de longitud.
Estas líneas pasaron a conformar el Ferrocarril Nacional Patagónico, pero la línea de Viedma a San Antonio y Bariloche y los ramales de trocha angosta de Vintter a Conesa y Jacobacci a Esquel pasaron antes del 1 de mayo de 1949 a integrar el Ferrocarril Nacional General Roca y el resto de esta red hizo lo mismo en el año 1956, desapareciendo desde entonces la administración de los Ferrocarriles Patagónicos.
Por su parte el Ferrocarril Provincial mantuvo su autonomía algún tiempo más, administrado por la Provincia de Buenos Aires, hasta que es finalmente transferido a la nación el 31 de diciembre de 1951, quedando como unidad operativa independiente bajo la órbita de la E.N.T. (Empresa Nacional de Transportes) y en 1953 se lo incorpora el Ferrocarril Nacional General Belgrano.
Sin embargo a partir del 1 de enero de 1954 se creó la empresa del Estado Ferrocarril Nacional Provincia de Buenos Aires, con la infraestructura y material rodante de los ex FFCC Provincial, Compañía General y Midland. Allí lo que originalmente era el Ferrocarril Midland se convierte el la línea M y las vías de la Compañía General Buenos Aires, pasaron a ser la línea G. Pero la existencia de esta empresa sería efímera.
En 1955 el Ministerio de Transportes dispuso la unificación de las administraciones de ambos ferrocarriles y durante ese año se elaboró un nuevo proyecto, donde la línea que iba de Estación Buenos Aires hasta Plomer y de allí a Rosario volvería al Ferrocarril Nacional Belgrano, pero nada de ello se llevó a cabo.
Finalmente el 7 de octubre de 1957 el Ferrocarril Provincia de Buenos Aires, se integró definitivamente la red del Ferrocarril General Belgrano.
Una resolución del 12 de enero de 1956 dispuso suprimir el adjetivo "Nacional" en las denominaciones de todos los ferrocarriles del país. Poco después, el Decreto Ley 15.778/56 creó la Empresa Ferrocarriles del Estado Argentino (E.F.E.A.), con lo cual estos adquirieron su autonomía, ya que hasta ese momento dependían de la Empresa Nacional de Transportes (E.N.T.). La nueva empresa mantuvo su nombre hasta septiembre de 1965, cuando se lo simplificó a Ferrocarriles Argentinos.

## Relación de Locomotoras
A continuación se dará un cuadro de las locomotoras a vapor que tuvo el Ferrocarril Central Norte Argentino, posteriormente pasando por Administración de Ferrocarriles del Estado y finalmente en el Ferrocarril Nacional General Manuel Belgrano, hasta sus retiros.
| CLASE | TIPO  | NUMERACIÓN | FABRICANTE               | AÑO  | CANTIDAD |
| ----- | ----- | ---------- | ------------------------ | ---- | -------- |
| B12   | 4-6-2 | 3000-3005  | Baldwin Locomotive Works | 1921 | 6        |
| B12   | 4-6-2 | 3006-3024  | Baldwin Locomotive Works | 1922 | 18       |
| B12a  | 4-6-2 | 3025       | Baldwin Locomotive Works | 1922 | 1        |
| B13   | 4-6-2 | 3026-3040  | Lima Hamilton            | 1948 | 15       |

| CLASE | TIPO  | NUMERACIÓN | FABRICANTE                  | AÑO  | CANTIDAD |
| ----- | ----- | ---------- | --------------------------- | ---- | -------- |
| C12   | 4-8-2 | 800-848    | Baldwin Locomotive Works    | 1921 | 6        |
| C12   | 4-8-2 | 849-858    | Baldwin Locomotive Works    | 1922 | 25       |
| C14   | 4-8-2 | 859-872    | Henschel & Son              | 1938 | 1        |
| C14   | 4-8-2 | 873-882    | Krupp                       | 1938 | 15       |
| C15   | 4-8-2 | 8000-8005  | Henschel & Son              | 1938 | 6        |
| C16   | 4-8-2 | 1801-1830  | Baldwin Locomotive Works    | 1948 | 25       |
| C16   | 4-8-2 | 1831-1860  | American Locomotive Company | 1948 | 1        |

| CLASE | TIPO   | NUMERACIÓN | FABRICANTE               | AÑO  | CANTIDAD |
| ----- | ------ | ---------- | ------------------------ | ---- | -------- |
| E2    | 2-10-2 | 1300-1308  | Baldwin Locomotive Works | 1921 | 9        |
| E2    | 4-8-2  | 1309-1310  | Baldwin Locomotive Works | 1922 | 2        |
| E3    | 2-10-2 | 1311-1330  | Baldwin Locomotive Works | 1926 | 20       |
| E4    | 2-10-2 | 1331-1345  | Henschel & Son           | 1937 | 15       |
| E5    | 2-10-2 | 1346-1360  | Škoda                    | 1949 | 15       |

## Homenajes
Luego de varios años de su desaparición, la memoria del Ferrocarril Central Norte Argentino sigue vigente a través de la historia de distintos clubes de fútbol que se formaron a la vera de sus vías o bien, en los talleres de mantenimiento de las máquinas que lo atravesaban. Algunos de esos clubes, llevan el nombre de este ferrocarril, mientras que otros hacen alusión a los talleres donde se desarrollaban las principales tareas de los trabajadores. Los clubes más reconocidos en cuyo nombre homenajean al desaparecido ferrocarril son:
- El Club Atlético Central Norte,  de San Miguel de Tucumán(fundado el 29 de noviembre de  1911).
- El Club Atlético Talleres Central Norte, de Tafi Viejo (fundado el 30 de octubre de 1915).
- El Club Atlético Central Norte Argentino, de Cruz del eje (fundado el 18 de junio de 1918).
- El Club Atlético Talleres Central Norte, de Güemes (fundado el 23 de mayo de 1919).
- El Club Atlético Central Norte, de Salta (fundado el 9 de marzo de 1921).
- El Club Atlético Central Norte Argentino, de Metan (fundado el 1 de mayo de 1921).
- El Club Atlético Central Norte Argentino, de Resistencia (fundado el 17 de octubre de 1926).
- El Club Sportivo Central Norte, de Concepción del Bermejo (fundado el 12 de octubre  de 1942).